# Тр-тр Митя
Тр-тр Митя (трактор Митя) — трактор из деревни Простоквашино, персонаж книг детского писателя Эдуарда Успенского о Дяде Фёдоре, Матроскине и Шарике. Впервые появился в повести «Дядя Фёдор, пёс и кот».

## Описание
Изготовлен на «Заводе железнотракторных изделий» (ЖЗТИ), конструктор-разработчик — инженер Тяпкин, модель «Тр-Тр Митя Продуктовый», мощность 20 л. с. Кабина пластмассовая, голубая, колёса железные.
Согласно документам, трактор Митя («Модель инженера Тяпкина») питается не бензином, а продуктами: картошкой, огурцами, котлетами. В качестве смазки используется не машинное масло, а подсолнечное. Инженером Тяпкиным, приславшим Митю в Простоквашино, характеризован как «самый весёлый трактор на заводе».

## Экранизация
Данный персонаж фигурирует во 2-й серии («Митя и Мурка») трёхсерийного мультфильма «Дядя Фёдор, пёс и кот» (1975—1976 гг.). В мультфильме 2010 года «Весна в Простоквашино» трактор Митя появляется снова, однако здесь его внешний вид сильно отличается от первоисточника.

## Критика
В. Г. Бондаренко заметил, что введение в персонажи трактора Митя — создание для ребёнка-читателя знакомой ему обстановки, позволяющей сказке войти в быт:

Дяде Федору помогает трактор Митя. Так же было и в русской сказке, где рядом с Бабой-Ягой соседствуют всем знакомые ухваты и печки, телеги и избы. Волшебство врастает в жизнь, и маленький читатель склонен верить ему.— 
По мнению критика Олега Ускова (Российская газета), в мультфильме 1976 года Тр-Тр Митя получился, как и весь мультфильм — неудачно — «весьма зловещего вида».
Финский писатель Ханну Мякеля отметил, что хотя трактор на продуктах — что-то из научной фантастики, но тем не менее он остаётся жизненным и человечным, а также отметил, что в создании персонажа сыграло роль инженерное образование Эдуарда Успенского:

Сказка всё время остаётся в масштабах, задаваемых обычной жизнью. Даже тогда, когда мы по-взрослому знаем, что такой вещи или изобретения взаправду быть не может. Взять, к примеру, хоть трактор, Тр-тр Митю, который приобретают герои. Это обычный трактор во всём, кроме одного: он работает не на дизельном топливе, а на пищевых продуктах, прежде всего на супе. Сказка! И это сказочное свойство, однако, стало былью: из человеческой пищи, продуктов питания (масличные культуры, сахарный тростник, зерновые) в мире изготавливается топливо. Инженер Успенский уже в своё время, и очевидно невольно, предсказал эту тенденцию.— Ханну Мякеля